# Arbeitsgemeinschaft katholisch-sozialer Bildungswerke

Logo

Die Arbeitsgemeinschaft katholisch-sozialer Bildungswerke in der Bundesrepublik Deutschland (AKSB) ist ein bundesweit tätiger Fachverband politischer Erwachsenen- und Jugendbildung, dem rund 60 katholische Akademien, Bildungseinrichtungen, Vereine und Verbände angehören.
Die Gründung erfolgte 1952, um einen Beitrag katholischer Bildungseinrichtungen zur Festigung der Demokratie in Deutschland zu leisten.

## Geschichte
Grundlage der Bildungsarbeit in der AKSB ist der zwischen den Trägern der politischen Bildung 1976 beschlossene „Beutelsbacher Konsens“, der jede Form massiver politischer Beeinflussung verbietet, die Vielfalt politischer Meinungen anerkennt und fördert sowie zum politischen Handeln anregt und ermutigt.
Im Jahr 1998 haben sich die in der AKSB zusammengeschlossenen Bildungseinrichtungen als programmatisches Leitbild auf die „Konvention über katholisch-sozial orientierte politische Jugend- und Erwachsenenbildung in der AKSB“ verständigt. Anlässlich des zehnjährigen Bestehens der Konvention hat die AKSB im Jahr 2008 in einem Diskurs innerhalb der verschiedenen AKSB-Gremien sowie mit den Bezugswissenschaften katholisch-sozial orientierter politischer Bildung grundlegende Aspekte der Konvention überprüft, um ihr Selbstverständnis weiterzuentwickeln. Das Ergebnis dieses Prozesses nahm die Mitgliederversammlung der AKSB am 24. November 2009 in Fulda in Form der „Aktualisierenden Ergänzungen“ als zeitgemäße und zukunftsorientierte Arbeitsgrundlage zustimmend zur Kenntnis.
Derzeitiger Vorsitzender ist Gunter Geiger, Direktor des Bonifatiushauses in Fulda.

## Mitgliedseinrichtungen
Mit * markierte Einrichtungen befinden sich in Anwartschaft.
- Akademie Caritas-Pirckheimer-Haus gGmbH, Nürnberg
- Akademie der Diözese Hildesheim St. Jakobushaus, Goslar
- Akademie der Diözese Rottenburg-Stuttgart, Stuttgart
- Akademie Klausenhof gGmbH, Hamminkeln-Dingden
- Arbeitsstelle für Jugendseelsorge (afj) der Deutschen Bischofskonferenz, Düsseldorf
- BDKJ Bundesstelle, Düsseldorf
- Benediktushöhe Haus für Soziale Bildung, Zellingen-Retzbach
- Bischöfliche Akademie des Bistums Aachen, Aachen
- Bonifatiushaus, Haus der Weiterbildung der Diözese Fulda, Fulda
- CAJ, Christliche ArbeiterInnenjugend e. V., Essen
- DIE HEGGE, Christliches Bildungswerk, Willebadessen-Niesen
- Franziskanisches Bildungswerk e. V., Großkrotzenburg
- Gemeinnütziges Sozialwerk der KAB Deutschlands e. V., Köln
- Haus am Maiberg, Akademie für politische und soziale Bildung, Heppenheim
- Haus Ohrbeck, Katholische Bildungsstätte und Heimvolkshochschule, Georgsmarienhütte
- Haus Wasserburg, Bildungs- und Gästehaus, Vallendar
- Heimvolkshochschule Gottfried Könzgen, KAB/CAJ gem. GmbH *, Haltern am See
- Heinrich Pesch Haus, Bildungszentrum Ludwigshafen e. V., Ludwigshafen
- IN VIA Akademie/Meinwerk-Institut gGmbH*, Paderborn
- Initiative Christen für Europa e. V., Dresden
- Institut für Migrations- und Aussiedlerfragen Heimvolkshochschule St-Hedwigs-Haus e. V., Oerlinghausen
- Internationales Begegnungszentrum St. Marienthal, Ostritz
- Jugend- und Erwachsenenbildungshaus Marcel Callo, Heilbad Heiligenstadt
- Jugendakademie Walberberg, Bornheim
- Jugendbildungs- und Freizeitgestaltungsverein der KAB Verbandszentrale e. V., Köln
- Jugendbildungsstätte Haus Altenberg e. V. *, Odenthal-Altenberg
- Jugendbildungsstätte der KAB und CAJ gGmbH Waldmünchen, Waldmünchen
- Jugendbildungsstätte Haus „Maria Frieden“, Wallenhorst-Rulle
- Jugendbildungsstätte Marstall Clemenswerth, Sögel
- Jugendhaus Burg Feuerstein, Ebermannstadt
- Jugendwerk für internationale Zusammenarbeit e. V., Bleiberger Fabrik, Aachen
- KAB Katholische Arbeitnehmer-Bewegung Deutschlands e. V., Köln
- Katholische Akademie der Erzdiözese Freiburg, Freiburg
- Katholische Akademie Die Wolfsburg, Mülheim an der Ruhr
- Katholische Akademie Hamburg, Hamburg
- Katholische Akademie in Bayern, München
- Katholische Akademie in Berlin e. V., Berlin
- Katholische Akademie Rabanus Maurus, Haus am Dom in Frankfurt am Main
- Katholische Akademie Stapelfeld, Cloppenburg
- Katholische Erwachsenenbildung im Bistum Limburg, Diözesanbildungswerk, Frankfurt am Main
- Katholische Landvolkshochschule „Schorlemer Alst“, Warendorf-Freckenhorst
- Katholisches Militärbischofsamt, Berlin
- Katholisch Soziales Bildungswerk (KSB) Freiburg, Freiburg
- Katholisch-Soziale Akademie Franz-Hitze-Haus, Münster
- Katholisch-soziales Bildungswerk Stuttgart e. V., Stuttgart
- Katholisch-Soziales Institut der Erzdiözese Köln, Siegburg
- kifas gGmbH – KAB Institut für Fortbildung und angewandte Sozialethik, Waldmünchen
- Kolping-Bildungswerk Paderborn gGmbH, Soest
- Kolpingwerk Deutschland, Köln
- Kommende Dortmund, Sozialinstitut des Erzbistums Paderborn, Dortmund
- Liborianum, Bildungs- und Gästehaus des Erzbistums Paderborn, Paderborn
- Ludwig-Windthorst-Haus, Lingen (Ems)
- Nell-Breuning-Haus, Bildungs- und Begegnungsstätte der KAB und CAJ im Bistum Aachen e. V., Herzogenrath
- pax christi, Sekretariat der deutschen Sektion, Berlin
- Soziales Seminar der Diözese Osnabrück e. V., Marcel-Callo-Haus, Osnabrück
- Soziales Seminar des Erzbistums Paderborn, Dortmund
- Stiftung Bildungszentrum der Erzdiözese München-Freising *, Freising
- Thomas-Morus-Akademie Bensberg, Bergisch Gladbach